# Василишин, Алексей Викторович
Василишин Алексей Викторович (род. 11 февраля 1945, Усть-Вымский исправительно-трудовой лагерь НКВД, Усть-Вымский район, Коми АССР) — депутат Государственной думы России I созыва от ЛДПР (12 декабря 1993 — 16 января 1996 гг.), Член фракции ЛДПР, член союза писателей России, профессиональный лётчик, Заслуженный работник транспорта Российской Федерации (1995), Орден за заслуги перед литературой России XXI века.

## Биография
Василишин Алексей Викторович является правнуком донского казака Кощеева Евсея Ивановича (1824—1924 г.г.). Семья Кащеевых была многочисленной, работящей и зажиточной. Они приехали на Украину с Дона и получили там земельный надел. У Евсея Ивановича было много детей: Василий, Савелий, Клеймен, Кузьма, Алексей, Василий, Анастасия.
В 1912 году, весной, по «Столыпинскому призыву», семья Кащеева Евсея (а также Внукова Митрофана Ивановича, Внукова Ермолая Ивановича и Кащеева Федора), выходцы с Дона, получив «подъемные», выехали в Россию, в Саратовскую губернию.
Алексей Евсеевич Кащеев, дед Алексея Викторовича, (1884 г.р. по данным архива ГИЦ МВД России) в 1902 году был вызван в город Санкт-Петербург для прохождения военной службы в казачьем Лейб-гвардии Свято-Преображенском полку. Служил Алексей пять лет и вернулся домой георгиевским кавалером.
Алексей Викторович Василишин родился в Усть-Вымском исправительно-трудовом лагере НКВД в 1945 году. Семь месяцев после рождения находился вместе с матерью Марией Алексеевной Василишиной (Кащеевой) (1913 г.р.) в заключении. Мать была жертвой политических репрессий, имевших место в СССР. Она была осуждена по знаменитой статье 58-10 — агитация против советской власти, к восьми годам лишения свободы. По этой же статье в 1937 году был осужден к 15 годам лишения свободы отец Алексея Викторовича Василишина — Рогонский Виталий Иосифович, в этом же лагере отбывал наказание.
После окончания срока наказания матери с октября 1945 года Алексей Викторович Василишин отбыл к постоянному месту жительства в Саратовскую область, в Екатериновский район, в село Колено.
В 1962 году закончил десять классов средней школы и работал трактористом в совхозе «Коленовский».
В 1963 г. поступил на первый курс самолётостроительного факультета Харьковского авиационного института.
В 1969 г. закончил авиационный институт и начал свою работу в Аэрофлоте, в аэропорту Рощино, Тюменского Управления Гражданской авиации, в качестве сменного инженера.
В 1973 г. после переучивания на Киевском авиационном заводе, получил допуск к полётам на самолёте Ан-26 в составе экипажа, в качестве бортинженера, а через год получил допуск к полётам на вертолёте Ми-4.
В 1974 году закончил Тюменский университет, факультет журналистики.